# Nemoraea elegantula
Nemoraea elegantula är en tvåvingeart som beskrevs av Louis-Paul Mesnil 1957. Nemoraea elegantula ingår i släktet Nemoraea och familjen parasitflugor. Inga underarter finns listade i Catalogue of Life.